# Denmark Open 1992
Die Denmark Open 1992 waren eines der Top-10-Turniere des Jahres im Badminton in Europa. Sie fanden in Odense vom 14. bis zum 18. Oktober 1992 statt. Das Turnier hatte einen Drei-Sterne-Status im World Badminton Grand Prix. Das Preisgeld betrug 60.000 US-Dollar, was dem Turnier zu einem Drei-Sterne-Status im Grand Prix verhalf.

## Sieger und Platzierte
| Disziplin    | Gold                              | Silber                                    | Bronze                                 |
| ------------ | --------------------------------- | ----------------------------------------- | -------------------------------------- |
| Herreneinzel | Darren Hall                       | Poul-Erik Høyer Larsen                    | Peter Knowles                          |
| Herreneinzel | Darren Hall                       | Poul-Erik Høyer Larsen                    | Alan Budikusuma                        |
| Dameneinzel  | Susi Susanti                      | Lim Xiaoqing                              | Camilla Martin                         |
| Dameneinzel  | Susi Susanti                      | Lim Xiaoqing                              | Pernille Nedergaard                    |
| Herrendoppel | Jon Holst-Christensen Thomas Lund | Jan Paulsen Henrik Svarrer                | Chris Hunt Nick Ponting                |
| Herrendoppel | Jon Holst-Christensen Thomas Lund | Jan Paulsen Henrik Svarrer                | Patrik Andreasson Peter Axelsson       |
| Damendoppel  | Christine Gandrup Lim Xiaoqing    | Catrine Bengtsson Maria Bengtsson         | Gillian Clark Gillian Gowers           |
| Damendoppel  | Christine Gandrup Lim Xiaoqing    | Catrine Bengtsson Maria Bengtsson         | Lisbet Stuer-Lauridsen Marlene Thomsen |
| Mixed        | Thomas Lund Pernille Dupont       | Jon Holst-Christensen Anne Mette van Dijk | Nick Ponting Gillian Gowers            |
| Mixed        | Thomas Lund Pernille Dupont       | Jon Holst-Christensen Anne Mette van Dijk | Jan Paulsen Lotte Olsen                |

## Finalresultate
| Disziplin    | Sieger                            | Finalist                               | Ergebnis     |
| ------------ | --------------------------------- | -------------------------------------- | ------------ |
| Herreneinzel | Darren Hall                       | Poul-Erik Høyer Larsen                 | 15–11, 18–13 |
| Dameneinzel  | Susi Susanti                      | Lim Xiaoqing                           | 11–3, 11–3   |
| Herrendoppel | Thomas Lund Jon Holst-Christensen | Jan Paulsen Henrik Svarrer             | 18–16, 15–8  |
| Damendoppel  | Lim Xiaoqing Christine Magnusson  | Maria Bengtsson Catrine Bengtsson      | 15–7, 15–3   |
| Mixed        | Thomas Lund Pernille Dupont       | Jon Holst-Christensen Anne Mette Bille | 15–10, 15–9  |

## Ergebnisse

### Herreneinzel Qualifikation
- Iain Sydie –  Henrik Geisler Jensen: 15-12 / 15-2
- Jan Jørgensen –  Borge Larsen: 15-12 / 15-10
- Jacob Christensen –  Michael Helber: 15-12 / 15-10
- Søren Bach –  Rikard Gruvberg: 15-3 / 17-16
- Thomas Søgaard –  Martin Kent: 15-8 / 6-15 / 15-5
- Mats Svensson –  Tommy Sørensen: 17-15 / 15-9
- Henrik Hyldgaard –  Ulf Svensson: 15-6 / 3-15 / 15-11
- Thomas Madsen –  Peter Janum: 15-12 / 15-12
- Andrew Muir –  Christian Fisher: 15-9 / 1-0
- Iain Sydie –  Jacob Østergaard: 15-6 / 16-17 / 15-11
- Jan Jørgensen –  Hasse Rasmussen: 15-3 / 15-11
- Steen Ingemann –  Jacob Christensen: 15-12 / 11-15 / 18-13
- Thomas Søgaard –  Tor Egil Kristensen: 2-15 / 15-12 / 15-11
- Thomas Madsen –  Henrik Hyldgaard: 15-2 / 15-3
- Henrik Sørensen –  Thomas Kjaer: 15-7 / 10-15 / 15-3
- John Laursen –  Brian Bo Nielsen: 17-14 / 15-4
- Jan Jørgensen –  Iain Sydie: 15-4 / 15-10
- Steen Ingemann –  Søren Bach: 15-2 / 15-3
- Mats Svensson –  Thomas Søgaard: 15-13 / 17-14
- Henrik Sørensen –  Thomas Madsen: 15-7 / 15-11
- Andrew Muir –  John Laursen: 8-15 / 15-5 / 15-10

### Herreneinzel
- Claus Thomsen –  Henrik Sørensen: 15-11 / 15-11
- Martin Lundgaard Hansen –  Patrik Andreasson: 15-2 / 15-9
- Jeroen van Dijk –  Michael Søgaard: 11-15 / 15-12 / 17-14
- Hans Sperre –  Jonas Herrgårdh: 18-14 / 15-6
- Peter Axelsson –  Robert Liljequist: 18-16 / 15-5
- Ib Frederiksen –  Jim Laugesen: 5-15 / 15-9 / 15-5
- Søren B. Nielsen –  Peter Bush: 15-8 / 15-6
- Jan Jørgensen –  Henrik Bengtsson: 12-15 / 15-8 / 15-7
- Peter Knowles –  Erik Lia: 15-4 / 15-3
- Jan S. Andersen –  Andrew Muir: 15-2 / 15-6
- Lasse Lindelöf –  Steen Ingemann: 18-14 / 15-3
- Chris Bruil –  Christian Ljungmark: 15-6 / 15-10
- Mats Svensson –  Kent Wæde Hansen: 15-12 / 15-10
- Peter Espersen –  Thomas Johansson: 15-4 / 9-15 / 15-11
- Torben Carlsen –  Markus Keck: 15-3 / 15-5
- Pontus Jäntti –  Claus Overbeck: 15-5 / 15-5
- Alan Budikusuma –  Oliver Pongratz: 15-4 / 15-8
- Martin Lundgaard Hansen –  Claus Thomsen: 15-11 / 18-14
- Wang Wen –  Kenneth Jonassen: 17-16 / 11-15 / 15-8
- Hans Sperre –  Jeroen van Dijk: 15-10 / 12-15 / 17-16
- Poul-Erik Høyer Larsen –  Jesper Olsson: 15-2 / 15-5
- Peter Axelsson –  Ib Frederiksen: 15-1 / 15-7
- Peter Rasmussen –  Johnny Sørensen: 15-8 / 15-9
- Søren B. Nielsen –  Jan Jørgensen: 15-11 / 15-2
- Peter Knowles –  Jan S. Andersen: 3-15 / 15-4 / 15-7
- Jens Olsson –  Jens Meibom: 15-6 / 15-5
- Chris Bruil –  Lasse Lindelöf: 15-8 / 11-15 / 15-12
- Thomas Stuer-Lauridsen –  David Stenstrom: 15-0 / 15-7
- Peter Espersen –  Mats Svensson: 15-0 / 15-2
- Darren Hall –  Jörgen Tuvesson: 15-3 / 15-2
- Torben Carlsen –  Pontus Jäntti: 17-15 / 6-15 / 15-9
- Rikard Magnusson –  Joko Suprianto: 14-18 / 15-5 / 15-8
- Alan Budikusuma –  Martin Lundgaard Hansen: 15-12 / 15-6
- Hans Sperre –  Wang Wen: 15-10 / 15-8
- Poul-Erik Høyer Larsen –  Peter Axelsson: 15-5 / 15-5
- Peter Rasmussen –  Søren B. Nielsen: 15-9 / 17-14
- Peter Knowles –  Jens Olsson: 15-7 / 15-10
- Thomas Stuer-Lauridsen –  Chris Bruil: 15-12 / 15-7
- Darren Hall –  Peter Espersen: 7-15 / 15-8 / 15-4
- Torben Carlsen –  Rikard Magnusson: 8-15 / 15-5 / 15-10
- Alan Budikusuma –  Hans Sperre: 15-7 / 15-4
- Poul-Erik Høyer Larsen –  Peter Rasmussen: 13-15 / 15-10 / 15-5
- Peter Knowles –  Thomas Stuer-Lauridsen: 15-11 / 11-15 / 15-7
- Darren Hall –  Torben Carlsen: 15-6 / 15-4
- Poul-Erik Høyer Larsen –  Alan Budikusuma: 10-15 / 15-8 / 15-7
- Darren Hall –  Peter Knowles: 17-16 / 15-8
- Darren Hall –  Poul-Erik Høyer Larsen: 15-11 / 18-13

### Dameneinzel Qualifikation
- Karin Janum –  Gitte Jansson: 11-4 / 11-3
- Carolien Glebbeek –  Mette Hansen: 11-5 / 11-5
- Camilla Wright –  Anne Cederholm: 11-4 / 11-4
- Maria Mork –  Brenda Conijn: 11-6 / 12-11
- Karin Janum –  Majken Vange: 11-2 / 11-3
- Ingrid Pedersen –  Carolien Glebbeek: 12-11 / 11-4
- Michelle Rasmussen –  Camilla Wright: 11-1 / 11-5
- Karin Janum –  Ingrid Pedersen: 8-11 / 11-8 / 11-4
- Michelle Rasmussen –  Maria Mork: 11-6 / 11-6

### Dameneinzel
- Susi Susanti –  Mette Sørensen: 11-6 / 11-5
- Doris Piché –  Helene Kirkegaard: 11-1 / 11-4
- Tanja Berg –  Fujimi Tamura: 11-3 / 11-1
- Christine Magnusson –  Lin Hojland: 11-7 / 11-3
- Camilla Martin –  Karin Janum: 11-0 / 11-3
- Miwa Kai –  Birgitte Hindse: 11-6 / 12-10
- Minarti Timur –  Lotte Thomsen: 11-3 / 11-4
- Denyse Julien –  Lone Sørensen: 7-11 / 11-2 / 11-5
- Astrid Crabo –  Keiko Nakahara: 11-2 / 11-2
- Pernille Nedergaard –  Michelle Rasmussen: 11-6 / 11-0
- Mette Pedersen –  Anne Søndergaard: 11-3 / 11-8
- Joanne Muggeridge –  Rikke Olsen: 11-4 / 11-3
- Yoshiko Iwata –  Maiken Mørk: 2-11 / 12-11 / 11-6
- Lim Xiaoqing –  Helle Stærmose: 11-5 / 11-1
- Helle Andersen –  Catrine Bengtsson: w.o.
- Susanne Andreasen –  Lisbet Stuer-Lauridsen: w.o.
- Susi Susanti –  Helle Andersen: 11-3 / 11-4
- Doris Piché –  Tanja Berg: 11-0 / 7-11 / 11-0
- Christine Magnusson –  Susanne Andreasen: 11-3 / 11-0
- Camilla Martin –  Miwa Kai: 11-1 / 11-3
- Minarti Timur –  Denyse Julien: 11-4 / 11-6
- Pernille Nedergaard –  Astrid Crabo: 12-10 / 11-5
- Mette Pedersen –  Joanne Muggeridge: 11-4 / 11-8
- Lim Xiaoqing –  Yoshiko Iwata: 11-5 / 11-2
- Susi Susanti –  Doris Piché: 11-3 / 11-4
- Camilla Martin –  Christine Magnusson: 11-5 / 11-4
- Pernille Nedergaard –  Minarti Timur: 11-1 / 11-6
- Lim Xiaoqing –  Mette Pedersen: 11-8 / 11-5
- Susi Susanti –  Camilla Martin: 11-5 / 11-8
- Lim Xiaoqing –  Pernille Nedergaard: 5-11 / 11-8 / 11-3
- Susi Susanti –  Lim Xiaoqing: 11-3 / 11-3

### Herrendoppel
- Jon Holst-Christensen /  Thomas Lund –  Henrik Sørensen /  Flemming Thomsen: 15-1 / 15-3
- Søren Bach /  Tommy Sørensen –  Henrik Lunde /  Torben Rasmussen: 15-11 / 3-15 / 15-13
- Jan-Eric Antonsson /  Stellan Österberg –  Mark Christiansen /  Peter Janum: 15-8 / 15-3
- Henrik Hyldgaard /  Michael Søgaard –  Peter Espersen /  Martin Lundgaard Hansen: 15-12 / 15-4
- Chris Hunt /  Nick Ponting –  Tor Egil Kristensen /  Trond Wåland: 15-3 / 15-8
- Christian Ljungmark /  Rikard Magnusson –  Jim Laugesen /  Janek Roos: 15-7 / 14-17 / 15-6
- Thomas Indracahya /  Richard Mainaky –  Michael Helber /  Markus Keck: 18-13 / 15-11
- Jesper Knudsen /  Lars Pedersen –  Rikard Gruvberg /  Jörgen Tuvesson: 15-8 / 15-4
- Erik Lia /  Rikard Rönnblom –  Jacob Christensen /  Morten B Pedersen: 15-10 / 15-7
- Max Gandrup /  Christian Jakobsen –  Peter Christensen /  Jesper Larsen: 15-3 / 15-7
- Andrew Muir /  Iain Sydie –  Niels Kristensen /  Jacob Østergaard: 15-11 / 15-11
- Patrik Andreasson /  Peter Axelsson –  Thomas Damgaard /  Jesper Poulsen: 15-7 / 15-9
- Jens Eriksen /  Jesper Hermansen –  Henrik Geisler Jensen /  Thomas Kjaer: 15-9 / 15-12
- Jan Paulsen /  Henrik Svarrer –  Martin Kent /  Thomas Madsen: 15-2 / 15-10
- Peter Busch Jensen /  Johnny Sørensen –  Chris Bruil /  Ron Michels: w.o.
- András Piliszky /  John Laursen –  Patrik Andreasson /  Peter Axelsson: w.o.
- Jon Holst-Christensen /  Thomas Lund –  Søren Bach /  Tommy Sørensen: 15-4 / 15-4
- Henrik Hyldgaard /  Michael Søgaard –  Jan-Eric Antonsson /  Stellan Österberg: 15-11 / 11-15 / 15-6
- Chris Hunt /  Nick Ponting –  Christian Ljungmark /  Rikard Magnusson: 15-6 / 15-9
- Thomas Indracahya /  Richard Mainaky –  Jesper Knudsen /  Lars Pedersen: 17-15 / 15-11
- Max Gandrup /  Christian Jakobsen –  Erik Lia /  Rikard Rönnblom: 15-7 / 15-6
- Patrik Andreasson /  Peter Axelsson –  Andrew Muir /  Iain Sydie: 15-11 / 15-6
- Jens Eriksen /  Jesper Hermansen –  Peter Busch Jensen /  Johnny Sørensen: 18-17 / 15-11
- Jan Paulsen /  Henrik Svarrer –  András Piliszky /  John Laursen: 15-5 / 15-3
- Jon Holst-Christensen /  Thomas Lund –  Henrik Hyldgaard /  Michael Søgaard: 15-5 / 15-8
- Chris Hunt /  Nick Ponting –  Thomas Indracahya /  Richard Mainaky: 6-15 / 17-15 / 15-3
- Patrik Andreasson /  Peter Axelsson –  Max Gandrup /  Christian Jakobsen: 10-15 / 15-7 / 15-10
- Jan Paulsen /  Henrik Svarrer –  Jens Eriksen /  Jesper Hermansen: 15-6 / 15-3
- Jon Holst-Christensen /  Thomas Lund –  Chris Hunt /  Nick Ponting: 15-3 / 15-4
- Jan Paulsen /  Henrik Svarrer –  Patrik Andreasson /  Peter Axelsson: 15-3 / 15-2
- Jon Holst-Christensen /  Thomas Lund –  Jan Paulsen /  Henrik Svarrer: 18-16 / 15-8

### Damendoppel
- Anne Søndergaard /  Lotte Thomsen –  Rikke Broen /  Helene Kirkegaard: 15-6 / 15-11
- Tanja Berg /  Helle Stærmose –  Brenda Conijn /  Carolien Glebbeek: 15-5 / 15-5
- Pernille Dupont /  Lotte Olsen –  Helle Andersen /  Charlotte Madsen: 15-6 / 15-2
- Denyse Julien /  Doris Piché –  Marianne Friis /  Birgitte Hindse: 15-11 / 15-5
- Miwa Kai /  Keiko Nakahara –  Dimitrika Dimitrova /  Victoria Wright: w.o.
- Christine Magnusson /  Lim Xiaoqing –  Gitte Jansson /  Majken Vange: 15-5 / 15-12
- Anne Søndergaard /  Lotte Thomsen –  Mette Pedersen /  Trine Pedersen: 15-8 / 15-6
- Lisbet Stuer-Lauridsen /  Marlene Thomsen –  Lin Hojland /  Lone Sørensen: 15-6 / 15-3
- Miwa Kai /  Keiko Nakahara –  Tanja Berg /  Helle Stærmose: 15-12 / 15-5
- Pernille Dupont /  Lotte Olsen –  Yoshiko Iwata /  Fujimi Tamura: 18-17 / 15-9
- Catrine Bengtsson /  Maria Bengtsson –  Rikke Olsen /  Mette Sørensen: 15-9 / 15-10
- Denyse Julien /  Doris Piché –  Marianne Rasmussen /  Anne Mette Bille: 13-15 / 15-10 / 17-15
- Gillian Clark /  Gillian Gowers –  Karin Janum /  Dorte Ledet: 15-3 / 15-2
- Christine Magnusson /  Lim Xiaoqing –  Anne Søndergaard /  Lotte Thomsen: 15-9 / 15-4
- Lisbet Stuer-Lauridsen /  Marlene Thomsen –  Miwa Kai /  Keiko Nakahara: 15-6 / 15-10
- Catrine Bengtsson /  Maria Bengtsson –  Pernille Dupont /  Lotte Olsen: 15-11 / 7-15 / 18-16
- Gillian Clark /  Gillian Gowers –  Denyse Julien /  Doris Piché: 15-4 / 15-8
- Christine Magnusson /  Lim Xiaoqing –  Lisbet Stuer-Lauridsen /  Marlene Thomsen: 15-8 / 15-7
- Catrine Bengtsson /  Maria Bengtsson –  Gillian Clark /  Gillian Gowers: 15-10 / 18-15
- Christine Magnusson /  Lim Xiaoqing –  Catrine Bengtsson /  Maria Bengtsson: 15-7 / 15-3

### Mixed
- Chris Hunt /  Joanne Muggeridge –  Flemming Thomsen /  Marianne Friis: 15-7 / 10-15 / 17-14
- Jens Eriksen /  Anne Katrine Lauesen –  Peter Christensen /  Trine Pedersen: 15-9 / 15-2
- Jan Paulsen /  Lotte Olsen –  Morten Jacobsen /  Ingrid Pedersen: 15-9 / 15-5
- Nick Ponting /  Gillian Gowers –  Thomas Damgaard /  Rikke Broen: 15-0 / 15-10
- Trond Wåland /  Camilla Wright –  Carsten Pedersen /  Karin Janum: 18-16 / 15-3
- Jesper Poulsen /  Dorte Ledet –  Claus Overbeck /  Birgitte Hindse: 15-5 / 15-4
- Jon Holst-Christensen /  Anne Mette Bille –  Peter Busch Jensen /  Charlotte Madsen: 15-3 / 15-2
- Jan-Eric Antonsson /  Astrid Crabo –  Ron Michels /  Sonja Mellink: w.o.
- Janek Roos /  Rikke Olsen –  Nedelcho Kessov /  Dimitrika Dimitrova: w.o.
- Mark Christiansen /  Gitte Paulsen –  Anatoliy Skripko /  Victoria Wright: w.o.
- Thomas Lund /  Pernille Dupont –  Christian Jakobsen /  Marianne Rasmussen: 15-6 / 15-5
- Jan-Eric Antonsson /  Astrid Crabo –  Chris Hunt /  Joanne Muggeridge: 15-12 / 15-6
- Max Gandrup /  Gillian Clark –  Mark Christiansen /  Gitte Paulsen: 15-3 / 15-7
- Jan Paulsen /  Lotte Olsen –  Jens Eriksen /  Anne Katrine Lauesen: 15-4 / 15-1
- Nick Ponting /  Gillian Gowers –  Trond Wåland /  Camilla Wright: 18-14 / 15-5
- Henrik Svarrer /  Marlene Thomsen –  Janek Roos /  Rikke Olsen: 15-9 / 15-9
- Jon Holst-Christensen /  Anne Mette Bille –  Jesper Poulsen /  Dorte Ledet: 15-9 / 15-7
- Rikard Magnusson /  Maria Bengtsson –  Jesper Hermansen /  Helene Kirkegaard: 15-4 / 9-15 / 15-11
- Thomas Lund /  Pernille Dupont –  Jan-Eric Antonsson /  Astrid Crabo: 15-5 / 15-2
- Jan Paulsen /  Lotte Olsen –  Max Gandrup /  Gillian Clark: 9-15 / 18-15 / 15-12
- Nick Ponting /  Gillian Gowers –  Henrik Svarrer /  Marlene Thomsen: 8-15 / 15-8 / 15-3
- Jon Holst-Christensen /  Anne Mette Bille –  Rikard Magnusson /  Maria Bengtsson: 15-4 / 15-4
- Thomas Lund /  Pernille Dupont –  Jan Paulsen /  Lotte Olsen: 15-10 / 15-11
- Jon Holst-Christensen /  Anne Mette Bille –  Nick Ponting /  Gillian Gowers: 15-7 / 5-15 / 15-4
- Thomas Lund /  Pernille Dupont –  Jon Holst-Christensen /  Anne Mette Bille: 15-10 / 15-9